# Болбат Іван Семенович
Іван Семенович Бо́лбат (нар. 5 квітня 1927, село Карпиковка, тепер Костанайська область, Казахстан) — державний і господарський діяч Молдавської РСР. Академік Міжнародної академії
транспорту.

## Біографія
Народився 5 квітня 1927 року в селі Карпиковці (нині Костанайська область, Казахстан) в родині українських переселенців. По закінченню школи вступив до Саратовського автодорожнього інституту, який закінчив у 1950 році. За розподілом був направлений на роботу в Магаданську область, де працював у будівельних організаціях до 1957 року. Пройшов шлях від молодого спеціаліста, старшого інженера, виконроба, начальника дільниці до головного інженера дорожньої контори. Член КПРС з 1956 року.
У 1963—1965 роках — другий секретар Оргіївського міського комітету Комуністичної партії Молдавії; у 1965—1966 роках — другий секретар Оргіївського районного комітету КП Молдавії. Протягом 1966—1968 років обіймав посаду заступника голови республіканського об'єднання «Міжколгоспбуд»; у 1968—1972 роках — начальника Головного управління будівництва і експлуатації автомобільних шляхів Молдавської РСР. З 5 вересня 1972 до 4 грудня 1989 року — міністр будівництва і експлуатації автомобільних шляхів Молдавської РСР. У 1974 році закінчив заочно Вищу партійну школу при ЦК КПРС. З грудня 1989 року — на пенсії.
На XIV-му з'їзді Комуністичної партії Молдавії обраний кандидатом у члени ЦК Компартії Молдавії, на XV-му і XVI-му з'їздах — членом ЦК Компартії Молдавії. Обирався депутатом Верховної Ради Молдавської РСР 9-го, 10-го та 11-го скликань.

## Відзнаки
- Почесний громадянин села Валя-Пержей з 1975 року[1];
- Нагороджений радянськими орденами Трудового Червоного Прапора, Дружби народів, двома «Знак Пошани».